# PL-15
PL-15（霹靂〈へきれき〉-15、簡体字:霹雳-15、拼音: Pī Lì-15）は中国人民解放軍空軍が装備する長射程空対空ミサイル。

## 特徴
PL-15は2016年に配備され、J-10C・J-16・J-20などに搭載される。アクティブ・フェーズドアレイレーダーを備え、機動性の優れたジェット戦闘でも回避は困難である。全長4mでデュアルスラストロケットモーターを備える。発射されるとミサイルはマッハ4に達して、145km〜300kmまでの標的と交戦する能力を有する。
中国製の以前の最大射程100kmのPL-12と比較すると、新型で大型のPL-15は長距離レーダー捕捉距離を持ち、対妨害能力が向上している。2018年の中国国際航空宇宙博覧会の開催期間中、中国空軍の2機のJ-20戦闘機がそれぞれの内部兵装に、4基のPL-15と2基のPL-10Eを搭載した状態で展示された。PL-15は空中給油機やAWACS等の優先度の高い標的の攻撃を目的として、中国の接近阻止・領域拒否能力を効果的に高める。
小型のAESAシーカーヘッドを搭載したPL-15は、アメリカのAIM-120D AMRAAMを凌駕する性能があり、最大射程はミーティアに匹敵する。軍事専門家である傅前哨は、400㎞の射程を有する先進的な長射程空対空ミサイルを開発すべきと提案している。

## 運用国
中華人民共和国
- 中国人民解放軍空軍

 パキスタン
- パキスタン空軍[7]

## 運用機
- J-10C
- J-11B
- J-16
- J-20
- JF-17[8] 等

### 類似の兵器
- AIM-120 AMRAAM
- R-77
- ミーティア
- Long-Range Engagement Weapon
- R-37
- PL-12
- PL-21